# Amityville (film, 2005)
Pour les articles homonymes, voir Amityville.
Série Amityville
Amityville : La Maison de poupées
(1996) Amityville: The Awakening
(2017)
Pour plus de détails, voir Fiche technique et Distribution.
Amityville ou Amityville : La Maison du Diable au Québec est un film d'épouvante-horreur américain réalisé par Andrew Douglas, d'après le roman de Jay Anson, sorti en 2005.
Il s'agit du remake du film d'horreur Amityville : La Maison du diable de Stuart Rosenberg, sorti en 1979.

## Synopsis
Dans la nuit du 12 au 13 novembre 1974, le jeune Ronald DeFeo, âgé de vingt-trois ans, massacre toute sa famille, dans leur maison située à Amityville dans le comté de Suffolk, après avoir entendu des voix.
Quelque temps plus tard, la maison est mise en vente à un prix défiant toute concurrence. La famille Lutz l'achète, malgré la tragédie qui s'y est déroulée.

## Fiche technique
- Titre original : The Amityville Horror
- Titre français : Amityville
- Titre québécois : Amityville : La Maison du Diable[1]
- Réalisation : Andrew Douglas
- Scénario : Sandor Stern, Scott Kosar, d'après le roman de Jay Anson
- Musique : Steve Jablonsky
- Direction artistique : Marco Rubeo
- Décors : Jennifer Williams
- Costumes : David C. Robinson
- Photographie : Peter Lyons Collister
- Montage : Roger Barton et Christian Wagner
- Production : Michael Bay, Andrew Form (en) et Bradley Fuller
  - Producteurs délégués : David Crockett et Ted Field
  - Coproducteurs délégués : Randall Emmett, George Furla, Paul Mason et Steve Whitney
  - Producteurs associés : Matthew Cohan et Stefan Sonnenfeld
- Sociétés de production : Metro Goldwyn Mayer Pictures (MGM), Dimension Films, Platinum Dunes, en association avec Radar Pictures
- Sociétés de distribution :  Metro-Goldwyn-Mayer Distributing Corporation (MGM) et Sony Pictures Entertainment (SPE) ;  Twentieth Century Fox France
- Pays d'origine :  États-Unis
- Langue originale : anglais
- Format : couleur - 35 mm - 2.35:1 - son DTS | Dolby Digital | SDDS
- Genre : Epouvante-Horreur
- Durée : 90 minutes
- Dates de sortie[2]
  -  États-Unis : 15 avril 2005
  -  France : 22 juin 2005
  -  Belgique : 29 juin 2005
- Classification : Interdit aux moins de 12 ans en France

## Distribution
Sources : version française (VF) sur AlloDoublage ; version québécoise (VQ) sur Doublage.qc.ca
- Ryan Reynolds (VF : Bruno Choël ; VQ : Martin Watier) : George Lutz
- Melissa George (VF : Armelle Gallaud ; VQ : Éveline Gélinas) : Kathy Lutz
- Jesse James (VF : Julien Bouanich ; VQ : Laurent-Christophe De Ruelle) : Billy Lutz
- Jimmy Bennett (VF : Bradley Foubert ; VQ : François-Nicolas Dolan) : Michael Lutz
- Chloë Grace Moretz (VF : Claire Bouanich ; VQ : Juliette Mondoux) : Chelsea Lutz
- Philip Baker Hall : (VF : Jean-Claude de Goros ; VQ : Vincent Davy) : Le Père Callaway
- Rachel Nichols (VQ : Bianca Gervais) : Lisa, babysitter

## Box office
Sorti en grande pompe aux États-Unis en avril 2005 sur un parc de 3 323 écrans, le film séduit le public et se classe numéro 1 au box office pour son premier week-end et cumule en fin de parcours plus de 65 millions de $.
En France, le film affiche un score de 432 622 entrées.
Au total, le film a rapporté plus de 108 millions de dollars américains dans le monde pour un budget initial de 19 millions.

## Production

### Tournage
Bien que l'histoire se déroule à Long Island, le film a été tourné à Chicago, à Antioche, à Buffalo Grove, à Fox Lake dans l'Illinois, à Salem, à Silver Lake dans le Wisconsin et également à Toms River, dans le New Jersey.

#### Commentaires
La maison de Toms River ayant servi de décor pour les 3 premiers films de la série n'existant plus, la production s'est rabattue sur une autre, à Silver Lake, pourtant de forme très différente. Il a fallu toutefois faire quelques modifications pour se rapprocher de l'originale. Malgré cela, la ressemblance avec la maison d'Amityville reste assez faible.